# Per Jonsson (snickare)

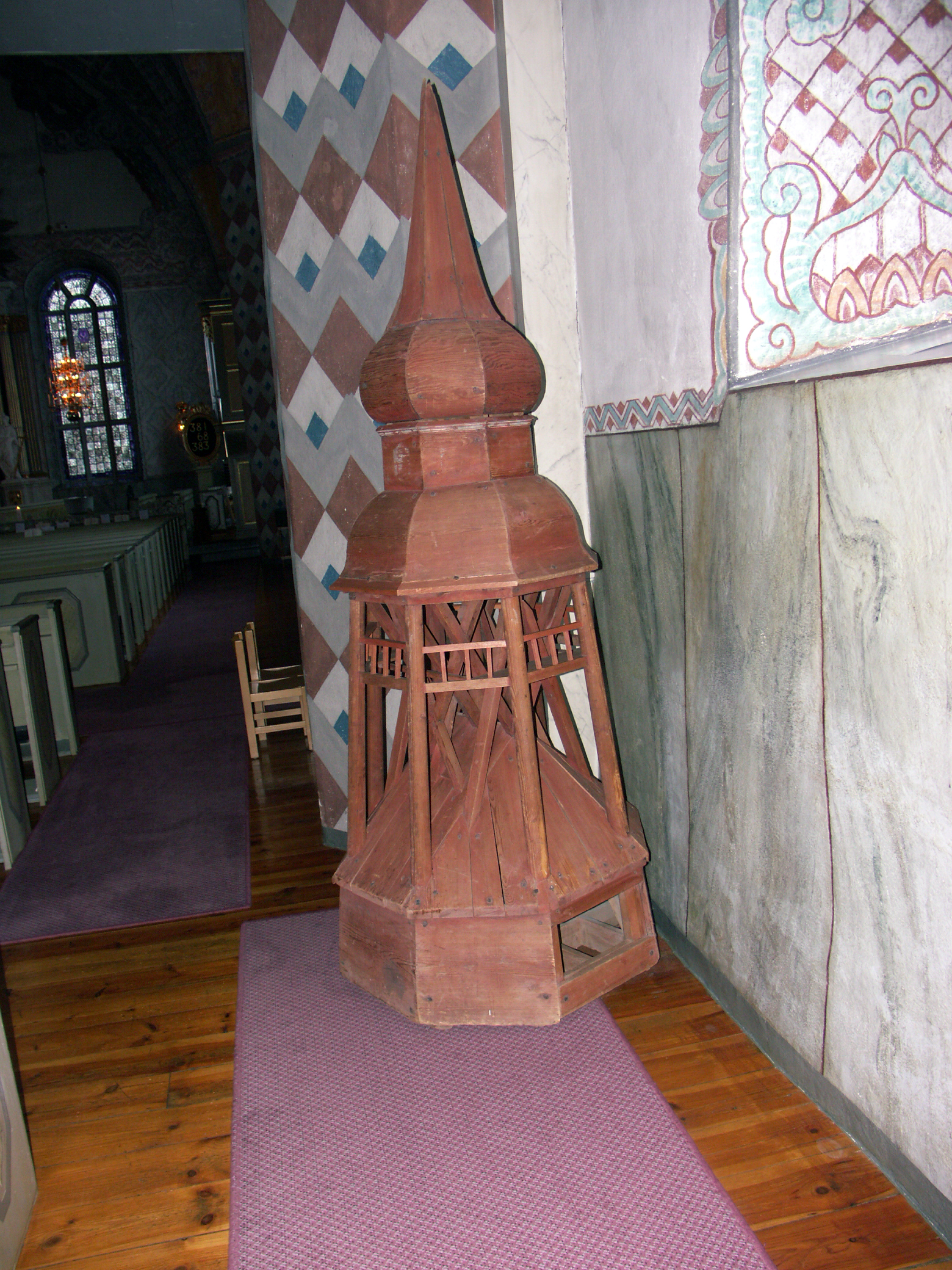
Per Jonssons model för Ljusdals kyrkas klockstapel

Per Jonsson var en självlärd snickare på 1700-talet från den lilla byn Rångstra utanför Tallåsen, Ljusdals socken, Gävleborgs län som dog ung, men som är ihågkommen för att han byggde omtalade klockstaplar.
När klockstapeln i Ljusdals kyrka brann ner år 1753 sökte 
kyrkorådet någon som kunde konstruera en ny. Jonsson hörde detta och ville gärna försöka sig på projektet, men hans mor förbjöd honom. Han var envis och byggde en modell i hemlighet ute i en lada. När kyrkorådet sammanträdde och bedömde ritningar tog han sin modell på en kälke och vandrade ned till Ljusdal. Kyrkorådet blev imponerade av den skalenliga modellen och lät Jonsson utföra bygget 1757.
Per Jonssons arbete blev berömt i bygden och han fick bygga ytterligare två klockstaplar vid Undersviks kyrka och Norrbo kyrka,  innan han dog blott 30 år gammal. Per Johnssons död är ett underligt kapitel. Det sägs att avundsjuka personer lär ha mördat honom genom koloxidförgiftning i en vedeldad bastu.